# Héctor Acosta
Héctor Acosta   (Rosario, 9 de desembre de 1933 - Rosario, 1 de novembre de 1973) va ser un ciclista argentí que combinà el ciclisme en pista amb la ruta. Va participar en els Jocs Olímpics de 1960 i en els de Jocs Olímpics de 1964.

## Palmarès en ruta
- 1948
  - 1r a la Rosario-Santa Fe
- 1956
  - 1r als Sis dies de Buenos Aires (amb Bruno Sivilotti)
- 1957
  -  Campió de l'Argentina en ruta
- 1959
  - 1r als Jocs Panamericans en contrarellotge per equips